# Metopina furcans
Metopina furcans är en tvåvingeart som beskrevs av Schmitz 1928. Metopina furcans ingår i släktet Metopina och familjen puckelflugor.
Artens utbredningsområde är Costa Rica. Inga underarter finns listade i Catalogue of Life.